# Kバレエスクール
Kバレエ スクール（英: K-BALLET SCHOOL） は、Kバレエグループが運営するバレエスクール。2003年設立。熊川哲也 主宰。

## スクール

### 特徴
恵比寿校、吉祥寺校、横浜校、大宮校、そして2024年4月に新規開校する後楽園校の計5校。
上記4校とは別に、プロのダンサーを目指すKバレエ アカデミーが文京区小石川にあり、年に1回のスクールオーディション合格者のみ入学が許される。同校以外の各スクールは情操教育の場の提供などのため、常時入学を受け付けている。
講師はKバレエカンパニーで活躍するダンサー・バレエスタッフが多数在籍。また、「Teachers Training Course(T.T.C.)」というKバレエ独自のカリキュラムを修了した者が教育にあたる。全てのレッスン(エンジェルクラスを除く)はピアニストによる生ピアノで行われ、表現力の養成などにも力を入れている。
各スタジオ年に一回、成果を発表する舞台「パフォーマンス」がある。また、所属する生徒はK-BALLET COMPANYの公演に子役として出演する機会がある。
また、チケット制の大人クラスも開講している。
『Chance to Dance』半年の期間をかけてリハーサルを行い、その成果を舞台で披露するパフォーマンスプログラム。衣裳はレンタルではなく、参加者は採寸を行いオリジナルの衣裳を舞台で着用する。

### 主なスタッフ
2020年4月現在。
- 蔵健太：Kバレエスクール　校長
- 高橋佳子：Kバレエスクール　芸術顧問
- 前田真由子：Kバレエスクール　恵比寿校・横浜校統括主任
- 山口愛：Kバレエスクール　吉祥寺校・大宮校統括主任

他

### 主な卒業生
- 矢内千夏：Kバレエ カンパニー プリンシパル
- 杉野慧：Kバレエ カンパニー　ファースト・ソリスト
- Kバレエカンパニー、国内外のバレエ団。

恵比寿校・吉祥寺校・横浜校、大宮校、の計4校で開講されている大人のためのバレエクラスがあり、教師はKバレエカンパニーで活躍する講師やダンサーが多数在籍している。
『Chance to Dance』　半年の期間をかけてリハーサルを行い、その成果を舞台で披露するパフォーマンスプログラム。衣裳はレンタルではなく、参加者は採寸を行いオリジナルの衣裳を舞台で着用する。

## Kバレエユース
若手ダンサーの発掘と舞台経験の提供のため、2013年に設立された。設立の年は、Kバレエスクールの10周年であった。
総監督は熊川哲也。長年にわたり日本のクラシックバレエの認知向上に貢献し、日本におけるバレエ教育や人材育成に大きな功績を残した実績が評価された熊川は、「第24回モンブラン国際文化賞」を受賞し。その賞金はKバレエユースのプロジェクトへ寄付した。
22歳までの若手ダンサーかつ厳正なオーディションにより選ばれたダンサーは、1年かけてリハーサルに励む。

### 過去の公演
第1回公演『白鳥の湖』全幕 2013年8月3日(土)、4日(日)
第2回公演『トム・ソーヤの冒険』 2015年4月4日(土)、5日(日)
第3回公演『眠れる森の美女』全幕 2017年8月5日(土)、6日(日)
第4回公演『くるみ割り人形』全幕 2019年8月3日(土)、4日(日)
第5回公演『ドン・キホーテ』全幕 2022年7月30日(土)、31日(日)